# Melissodes floris
Melissodes floris är en biart som beskrevs av Cockerell 1896. Melissodes floris ingår i släktet Melissodes och familjen långtungebin. Inga underarter finns listade i Catalogue of Life.